# المنبر (الرضمة)

تعديل مصدري - تعديل

المنبر محلة تابعة لقرية العجمة، التابعة لعزلة كحلان بمديرية الرضمة إحدى مديريات محافظة إب في الجمهورية اليمنية.، بلغ تعداد سكانها 51 حسب تعداد اليمن لعام 2004.